# Nijntje museum
Het nijntje museum (voorheen dick bruna huis) is een museum in de Nederlandse stad Utrecht waar peuters en kleuters hun wereld kunnen ontdekken samen met nijntje en haar vriendjes. Het museum is een onderdeel van het Centraal Museum. 

## dick bruna huis
Het museum werd op 18 februari 2006 als "dick bruna huis" geopend in aanwezigheid van de auteur. Er waren meer dan 1200 werken van Dick Bruna te bewonderen, waaronder de nijntjeboeken en Bruna's eerste boekomslagen, affiches en zijn werk voor Amnesty International, het Rode Kruis en andere organisaties.

## nijntje museum
Het museum werd 6 juli 2015 gesloten voor verbouwing en op 6 februari 2016 heropend als "nijntje museum". Het is sindsdien vooral bedoeld voor peuters en kleuters. Er is een aantal ruimtes ingericht waar kinderen kunnen spelen, leren en knutselen in de wereld van Dick Bruna. Er worden regelmatig activiteiten georganiseerd. Sinds eind januari 2016 wordt 's avonds op de gevel van het museum een animatie over nijntje en haar vriendjes  geprojecteerd. Het originele atelier en werk van Dick Bruna zijn in de nieuwe opzet te zien in het Centraal Museum.

## Geen hoofdletters
Omdat de auteur zelf in zijn werk nooit hoofdletters gebruikte, wordt de naam van het museum ook zonder hoofdletters geschreven.